# Уппал, Чандип
Чандип Уппал (англ. Chandeep Uppal; род. 19 июля 1988) — британская актриса, наиболее известная своей ролью Мины Кумар в фильме «Анита и я».

## Карьера
Сыграла роль барменши Нариндер Гюрай в  мыльной опере 2008 года «Пляж воспоминаний», эпизодическую роль Айши Бегам в сериале «Холби Сити», а также появилась в популярном скетч-шоу «Харри и Пол» на BBC. Уппал снялась в двух эпизодах драмы «Дорога в Ватерлоо» в роли Ваффы. Позднее она вновь появилась в «Холби Сити», но уже в роли Суниты Мажви — больной раком девочки, подружившейся с временно парализованной медсестрой Марией Кендалл. В комедийной драме «Рок и чипсы» Уппал сыграла Амиту в специальном рождественском выпуске 2010 года «Пять золотых звонков».
Позже Уппал снялась в роли Сабрины в комедийном триллере BBC «Неправильные люди». Сценарий к нему был написан Мэтью Бейнтоном и Джеймсом Корденом. Премьера состоялась 24 сентября 2014 года.
В 2013 году снялась в роли Фрэнки в третьем эпизоде третьего сезона комедийного сериала Sky 1 «Маунт Плезант».
В январе 2020 года Уппал предстала в роли подозреваемой в убийстве Джасры Хатума в третьей серии комедийной криминальной драмы «Шекспир и Хэтэуэй: частные детективы».
Она также помогла основать The Space Birmingham, агентство, которое помогает продвигать цифровое взаимодействие в сфере искусства и культуры.

## Фильмография

### Фильмы
- 2002: Анита и я[англ.] — Mина Кумар

### Телевидение
- 2004—2007: Моя жизнь как у Попат[англ.] — Димпл Попат (12 эпизодов)
- 2007: Всё обо мне — Анджи (телефильм)
- 2008: Пляж воспоминаний[англ.] — Нариндер Гюраи (12 эпизодов)
- 2008: Moving Wallpaper[англ.] — Играет саму себя (4 эпизода; в титрах не указана)
- 2009: Дорога в Ватерлоо[англ.] — Ваффа (2 эпизода)
- 2008—2009: Холби Сити[англ.] — Санита Мавджи/Аиша Бегам (5 эпизодов)
- 2010: Рок и чипсы[англ.] — Амита (1 эпизод)
- 2013: Славная композиция — Джасуинтер
- 2013: Неправильные люди[англ.] — Сабрина
- 2013: Маунт Плезант[англ.] — Фрэнки
- 2019: Врачи[англ.] — Банья Уппал (1 эпизод)
- 2020: Шекспир и Хэтэуэй: частные детективы — Джасра Хатума (3 сезон, 5 эпизод)